# Шестаков, Виктор Александрович
Виктор Александрович Шестаков (17 июня 1930 — 19 ноября 2005) — советский учёный, профессор, доктор технических наук, академик РАЕН.
Заведовал кафедрой «Подземная разработка месторождений полезных ископаемых» Новочеркасского политехнического института.
Научные интересы в области основ проектирования горнорудных предприятий, выбора и экономикой оценки систем и способов разработки, создания ресурсосберегающих и экологическим чистых технологий подземной и открыто-подземной разработки месторождений полезных ископаемых. Внёс вклад в теорию оптимизации параметров и технологических схем добычи и переработки полезных ископаемых с учётом полноты использования недр и охраны окружающей среды, в теорию проектирования горных предприятий.

## Биография
Родился 17 июня 1930 года в г. Рубцовске Алтайского края.
Окончил Казахский горно-металлургический институт в 1953 году и был направлен в Алтайский горно-металлургический научно-исследовательский институт АН Казахской ССР (г. Усть-Каменогорск). Работая в этом институте младшим и старшим научным сотрудником до 1959 года, принимал активное участие в работах по исследованию и внедрению на рудниках Рудного Алтая эффективных систем разработки этажного и подэтажного обрушения. В 1958 году защитил кандидатскую диссертацию.
В мае 1959 года по конкурсу был переведён в отдел горного дела и металлургии АН Киргизской ССР (с 1960 года — Институт горного дела, а с 1965 года — Институт физики и механики горных пород, г. Фрунзе), где в течение 13 лет руководил лабораторией подземной разработки рудных месторождений, а с 1966 года одновременно отделом техники и технологии разработки месторождений.
В 1968 году в совете Сектора физико-технических горных проблем ИФЗ АН СССР (г. Москва) защитил докторскую диссертацию, а в 1970 году был утверждён в звании профессора.
В 1972 году В. А. Шестаков был переведён по конкурсу в Центральный ИГД Минчермета СССР (г. Свердловск), где в течение 1972—1973 годов работал заместителем директора по координации научно-исследовательских работ в отрасли и одновременно руководил лабораторией подземной разработки рудных месторождений.
С сентября 1973 года Шестаков по конкурсу перешёл в Новочеркасский политехнический институт, где сначала работал профессором кафедры и заведующим кафедрой «Разработка рудных и нерудных месторождений», а с 1987 года — заведующим кафедрой «Подземная разработка месторождений полезных ископаемых».
Умер 19 ноября 2005 года.

## Награды и звания
- Награждён двумя медалями, Почётными грамотами Минцветмета СССР и Минобразования РФ, медалью ВДНХ СССР и дипломом ВДНХ Киргизии.
- Награждён знаками «Шахтёрская слава» 2 и 3 степеней.
- Заслуженный деятель науки и техники РФ (1991).
- «Почётный работник высшего профессионального образования России» (1996).
- Почётный академик Академии горных наук.